# Turret Point
Turret Point (englisch für Türmchenlandspitze) ist eine von markant aufragenden Felspfeilern gekennzeichnete Landspitze an der Südküste von King George Island im Archipel der Südlichen Shetlandinseln. Sie markiert die Ostseite der Einfahrt zur King George Bay.
Kartiert und als Turret Rocks deskriptiv benannt wurde das Kap 1937 von Wissenschaftlern der britischen Discovery Investigations. Da dies jedoch zu Verwechselungen mit einer der Küste vorgelagerten Felsengruppe führte, nahm das UK Antarctic Place-Names Committee 1960 eine Umbenennung in die heute gültige Form vor.